# Château de Haut-Hattstatt
Le Haut-Hattstatt est un château fort situé sur le territoire de la commune de Hattstatt, en Alsace. Construit en un seul jet entre 1280 et 1282 par la puissante famille de Hattstatt.

## Localisation
Le Haut-Hattstatt est situé sur le territoire de la commune de Hattstatt, dans l’arrondissement de Colmar, dans le département du Haut-Rhin. Le château est installé à 797 m d’altitude, sur un sommet granitique de l’ensemble montagneux séparant la vallée du Krebsbach de la plaine d’Alsace. Cet emplacement lui permet de surveiller le col du Bildstoeckle et de concurrencer pour le contrôle du col du Marbach les Girsberg, établis sur le sommet du Staufen, juste de l’autre côté du vallon. 

## Historique
Le 4 octobre 1280, les chefs des trois branches de la famille des Hattstatt s’accordent pour construire ensembles un château sur la montagne du Barben, chacune s’engageant à payer treize marcs d’argent tous les ans pour financer le chantier. Cette somme est revue à dix marcs en 1282, alors que le chantier, qui est peut-être sous la direction du même maître d’œuvre que le Hohlandsbourg, est probablement en voie d’achèvement, étant donné que des gardes et des valets sont embauchés dès le mois d’avril.
Cette construction s’inscrit dans un contexte de compétition territoriale entre les Hattstatt et les Girsberg, chaque famille essayant de s’assurer le contrôle, lucratif, des cols entre la plaine d’Alsace et la vallée du Krebsbach. Le château reste en possession des Hattstatt jusque vers 1430, quand Antoine de Hattstatt en cède la moitié au duc de Lorraine en échange des droits sur Saint-Hippolyte.
En 1462, le château est signalé comme étant le repaire d’une bande de chevaliers brigands, ce qui amène les bourgeois de Bâle à considérer sa destruction, mais le projet ne va pas plus loin. En revanche, l’emprisonnement en 1466 dans le château de bourgeois de Mulhouse par Pierre de Reguisheim déclenche l’intervention de la ville de Munster, alliée à Mulhouse au sein de la Décapole. La milice munstérienne assiège le château, qui est incendié du 5 au 13 novembre 1466 ; les murs subsistants sont ensuite détruits à la poudre,.
Le château n’est pas reconstruit après sa destruction, le site n’ayant plus d’intérêt stratégique à cette époque et les Hattstatt vivant désormais, à l’instar du reste de la haute noblesse, dans des demeures confortables en ville plutôt que dans des châteaux de montagne reculés. L’édifice se délabre progressivement au cours des siècles suivants, d’autant plus que les Truchsess, qui en ont hérité après l’extinction des Hattstatt, en vendent les pierres à la ville de Colmar entre 1646 et 1647. Ainsi, seul un pan de mur du logis subsiste sur trois niveaux dans la première moitié du XIXe siècle,. Pendant la Première Guerre mondiale, le site est occupé par les Allemands, qui l’endommagent encore davantage en y construisant des tranchées et des abris souterrains. En l’absence de tout entretien, les derniers vestiges du logis se sont finalement écroulés au début des années 2000.

## Description

### Matériaux
Le principal matériau utilisé dans la construction est un granite porphyroïde à biotites prélevé directement sur place lors du creusement des fossés. Ce granite a été grossièrement taillé en blocs plus ou moins quadrangulaires de taille variée, mais dont le poids reste compris dans une fourchette permettant la manipulation à la main par un homme seul, soit entre 35 et 55 kg. Des éléments en grès, notamment des chapiteaux, ont également été retrouvés sur le site, sans qu’il soit possible de déterminer de quelle partie du château ils proviennent. Les mortiers retrouvés sont composés presque à parts égales de pâte de chaux et de sable : ce dernier provient probablement du lit du Runzbach, qui prend sa source à quelques centaines de mètres au nord-ouest, tandis le calcaire composant le premier provient des alentours du Schlossrain et du Bickenberg, au nord de la commune d’Osenbach.
Les maçonneries sont de type fourrées, c’est-à-dire constituées d’un parement intérieur et d’un parement extérieur, entre lesquels se trouve un fourrage constitué d’éclats de granite et de sable, qui est peut-être la seule partie subsistante d’un mortier décomposé. Les assises, qui oscillent entre 15 et 30 cm de hauteur, sont régulières, mais le peu de soin apporté à la taille des blocs a nécessité d’employer un grand nombre de cales et une quantité importante de mortier.
L’analyse des matériaux et des méthodes de construction montre que l’ensemble du site dispose de caractéristiques constructives particulièrement homogènes. Cela tend à indiquer que le chantier des années 1280 a été conduit rapidement, et surtout que le château a ensuite été conservé en l’état jusqu’à sa destruction, sans qu’il y ait de changement d’importance dans ses dispositions.

### Disposition générale
Le mauvais état de conservation du château ne permet pas de faire plus que des suppositions sur ses dispositions, en s’appuyant en partie sur les rares documents iconographiques, dont la fiabilité n’est par ailleurs pas toujours absolue.
Le sommet de la montagne est occupé par un logis probablement quadrangulaire d’environ 21 × 13 m. D’après les dessins de Rothmuller, ce logis disposait d’un premier niveau percé d’une série d’archères — dont la présence est confirmée par l’archéologie, surmonté d’un niveau doté de fenêtres à coussiège, dont les baies rectangulaires sont à meneau. Selon les dessins, le troisième niveau est soit identique au deuxième, soit similaire, avec cependant des fenêtres plus étroites, sans meneau ni coussiège. Il semble avoir existé un quatrième niveau, qui n’était percé que de simples fentes d’éclairage. Un plan de finage de 1621 suggère l’existence d’une tour ronde à l’angle sud-est de ce logis, mais aucune trace n’en est visible au sol et la topographie rend l’existence d’un tel aménagement improbable à cet endroit. À noter que le château était dépourvu de donjon.
Au sud et en contrebas du logis se trouvait la basse-cour, dont le périmètre était délimité par une enceinte, et il existait probablement un mur supplémentaire entre la basse-cour et le logis, dont seules quelques traces sont visibles sur la pente.